# 日本—英國關係

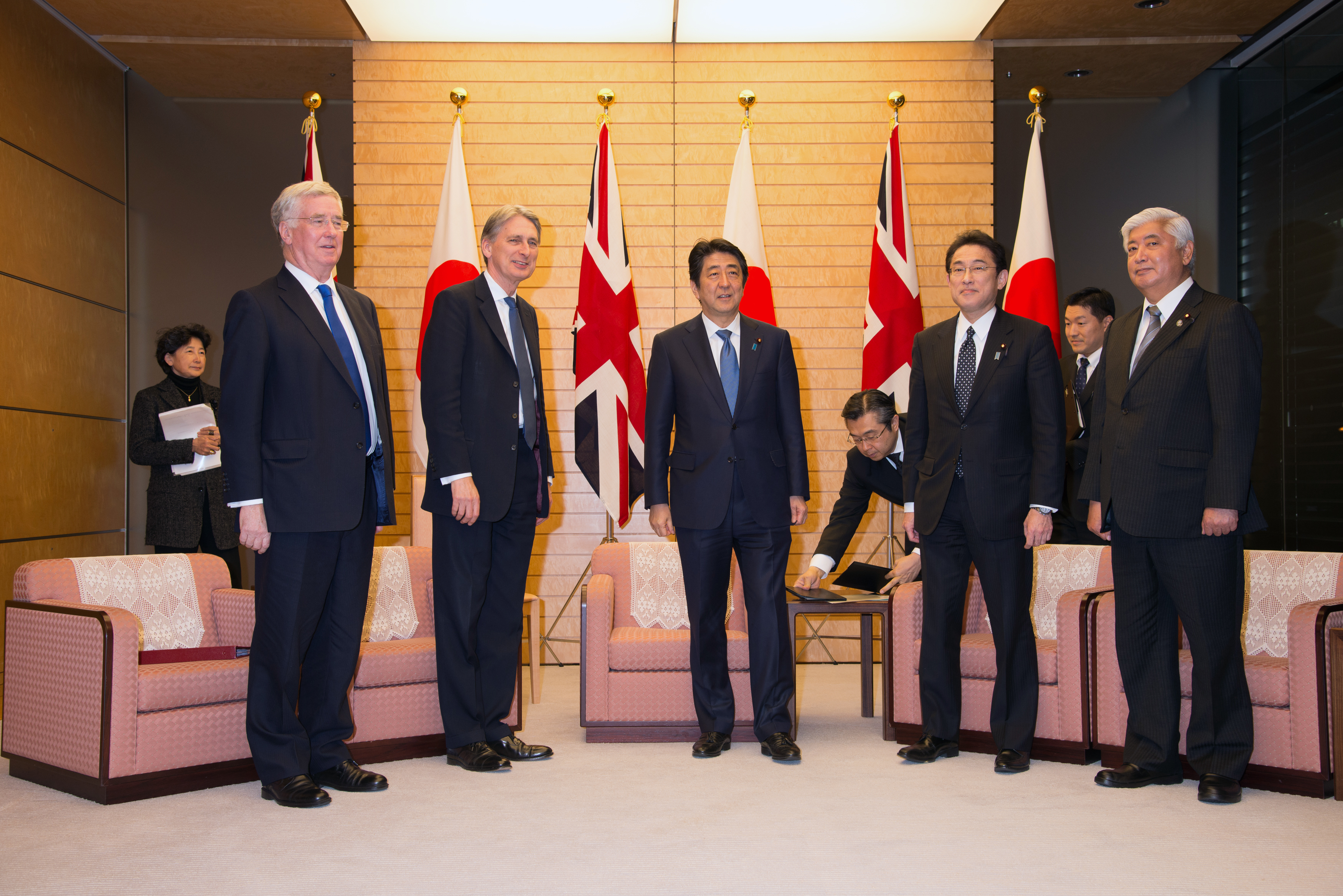
2016年第2屆日英外相、防相會談。左至右為英國國防大臣麥可·法隆、英國外交大臣菲利普·韓蒙德、日本首相安倍晉三、日本外務大臣岸田文雄、日本防衛大臣中谷元

日英關係（日語：日英関係），或稱英日關係，是指日本和英國之間的雙邊關係。發展歷史可追溯至16世紀。
在日本戰國時代，英國航海家威廉·亞當斯（日文名：三浦按針）曾是德川家康的外交顧問。日本於幕末結束鎖國狀態後，英國和日本之間的外交關係亦重新開始。1854年，英國與日本建交，成為日本第一個邦交國。1902年，英國和日本之間締結日英同盟。
二戰期間的日英兩國曾經是敵國，但隨著日本在戰後成為自由陣營國家一員，現在日英之間的雙邊關係緊密，兩國外交關係十分友好。日本近代史上眾多名人都曾有過留學英國的經歷，如伊藤博文、夏目漱石、東鄉平八郎。而許多在近代來日的英國人亦對日本的近代化做出貢獻，如威廉·愛德華·埃爾頓等人。
2020年9月11日，英国与日本達成英日自由貿易協定。同年10月23日正式簽署。